# Piersławek

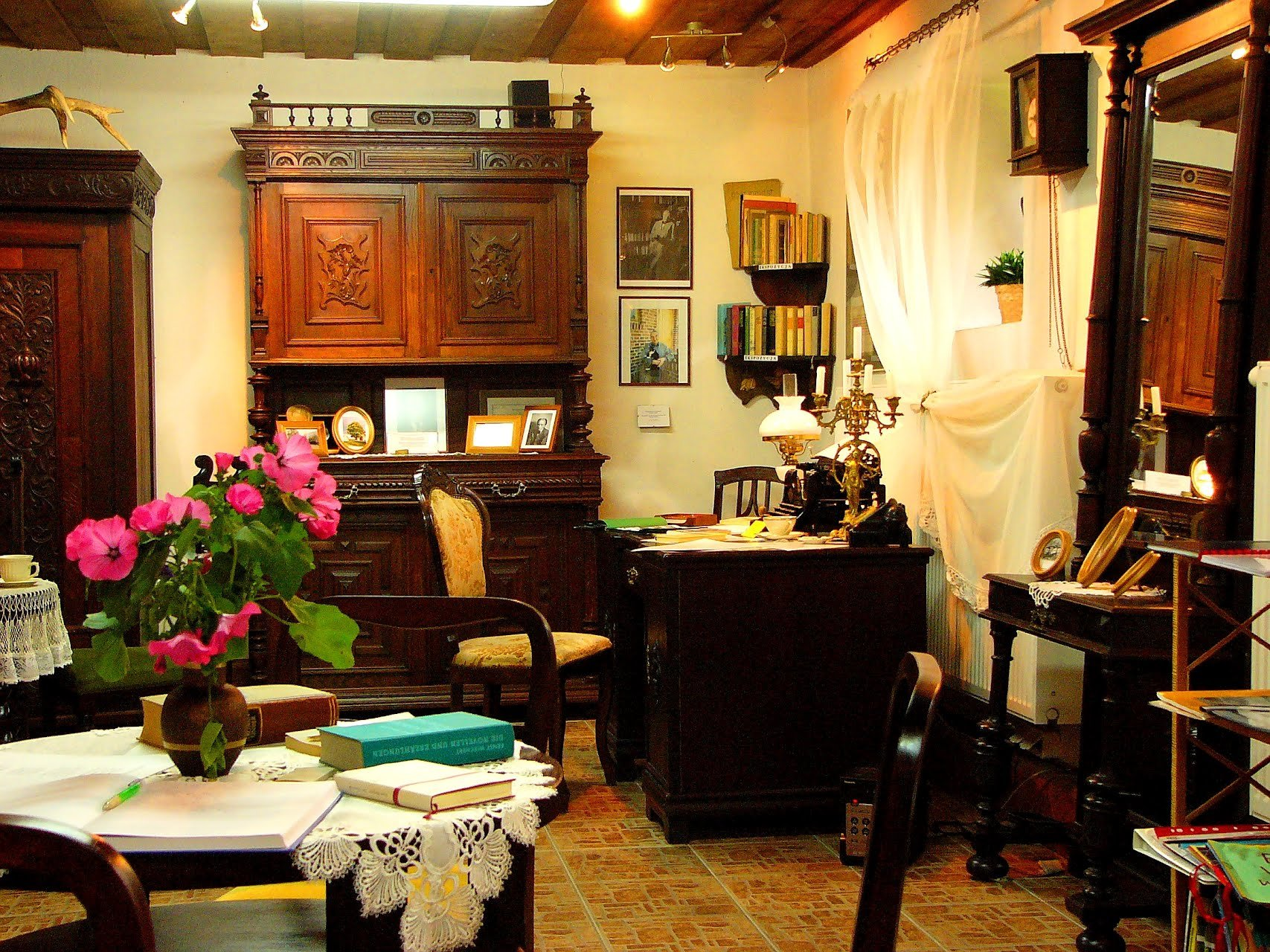
Wnętrze izby pamięci Ernsta Wiecherta

Piersławek (niem. Kleinort) – osada w Polsce, w województwie warmińsko-mazurskim, w powiecie mrągowskim, w gminie Piecki.
Do 2023 miejscowość była częścią wsi Piecki.
Leśniczówka wchodzi w skład sołectwa Piecki.
W latach 1975–1998 leśniczówka administracyjnie należała do województwa olsztyńskiego.
Osada położona nad jeziorem Piersławek, w której znajduje się izba pamięci poświęcona Ernstowi Wiechertowi. Na terenie leśnictwa Piersławek w (Nadleśnictwo Strzałowo), znajduje się przyrodnicza ścieżka edukacyjna.

## Historia
Osada została założona około roku 1700. W 1785 r. był to dwór powstały w ramach osadnictwa szkatułowego z prawem chełmińskim, z czterema domami. W 1871 r. z Piersławkiem połączono osadę Mostek. W 1838 r. Piersławek odnotowano jako wieś chełmińska z trzema domami i 30 mieszkańcami.
W 1939 r. we wsi mieszkały 62 osoby, a wieś stanowiła samodzielną gminę (jednostkę administracyjną).

## Ludzie związani z miejscowością
W leśniczówce Piersławek urodził się Ernst Wiechert (1887-1950), pisarz niemiecki, autor wielu powieści i opowiadań m.in. o tematyce mazurskiej. Do najbardziej znanych należą: Dzieci Jerominów (wydanie polskie 1972 - saga rodu mazurskiego z okolic Pisza), Mała pasja (wyd. polskie 1959), Missa sine nomine, Las umarłych, Proste życie, Lasy i ludzie. Na budynku leśniczówki znajduje się tablica pamiątkowa w języku niemieckim oraz polskim, umieszczona z okazji 100 urodzin pisarza. W leśniczówce znajduje się także izba pamięci poświęcona pisarzowi oraz jego twórczości.